# 1808年12月22日のベートーヴェンの演奏会
1808年12月22日のベートーヴェンの演奏会（1808ねん12がつ22にちのベートーヴェンのえんそうかい）は、ルートヴィヒ・ヴァン・ベートーヴェンがウィーンのアン・デア・ウィーン劇場で開催したコンサート。この演奏会では交響曲第5番、第6番、ピアノ協奏曲第4番、『合唱幻想曲』の公開初演が行われた。当時「アカデミー」と呼ばれたこの演奏会は、非常に冷え切ったホールの中で約4時間にわたって行われた。演奏者として舞台に上がったのはオーケストラ、合唱、独唱者、そしてピアノ独奏を行った作曲者自身であった。ベートーヴェンの伝記作家であるバリー・クーパーは、同演奏会は内容の点でベートーヴェンのキャリアの中でも「もっとも注目すべき」ものであったと評している。

## 背景
1808年のウィーンにおける交響楽の演奏環境は適切なものとは言い難いものだった。ロベルト・カーンは次のように説明している。
大規模な公開演奏会ですら集められる客といえば貴族か市内の少数の中産階級のみ、[概算で]20万人から25万人の人口があったウィーンの2.5%程度に過ぎなかった。演奏会の標準的なチケット代は2グルテンで（中略）労働者の1週間分の給料以上であった。夏季には貴族たちはウィーンの土埃と暑さを嫌って地方の領地に逃れており、音楽家はアカデミーを開催することはできなかった。秋季並びに冬季には劇場は格式の高い音楽公演形式であったオペラの稽古、公演でいっぱいであった。唯一アカデミーに使用できる期間は、オペラが禁止されていた降臨節と四旬節だけだったのだ。これら6週間の間にホールを巡る競争は苛烈で、劇場主は凡才のためにベートーヴェンの夜公演を拒否することができ、実際そうしたのである。

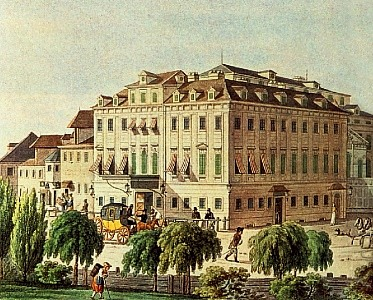
1812年のアン・デア・ウィーン劇場。この劇場は現存しており、今日もオペラ公演の主要会場として繁栄している。

当時のウィーン市内の劇場は、政府の後援を受けているもの（いずれも市の中心部にあったブルク劇場やケルントナートーア劇場が該当する）、市の郊外に位置する私立の興行会社が運営するもののいずれかであった。ベートーヴェンが選んだ会場であるアン・デア・ウィーン劇場は後者に分類される。この劇場は非常に立派な建物で、「当代随一の贅沢な装飾が施された、最大級の劇場」と評される。1801年に開場すると激賞を得ていた。一例を挙げると、『一般音楽新聞』は「全ドイツ中で最も快適で満足できる」と称賛している。ベートーヴェンも既に、この時までに極めて重要な作品を複数この劇場で初演していた。
1807年と1808年、ベートーヴェンはアン・デア・ウィーン劇場での慈善演奏会に対し、自作を提供するとともに自身も活動に参画していた。劇場支配人のヨーゼフ・ハートルは、最終的にベートーヴェンが自身の興行のための演奏会を目的として、1808年12月22日に会場を使用することを許可した。ベートーヴェンは - 慈善演奏会に参加してきた見返りとして - 自身の利益のための演奏会を開催できるよう数か月にわたって根回しを続けてきており、ハートルがこの件について煮え切らない態度を取っているとみて不満を露わにしていた。
1808年12月17日のウィーン新聞にはこの演奏会の広告が掲載され、「音楽『アカデミー』」と書き添えられた。これはベートーヴェンの時代にはコンサートを意味する一般的な用語だった。

## プログラム

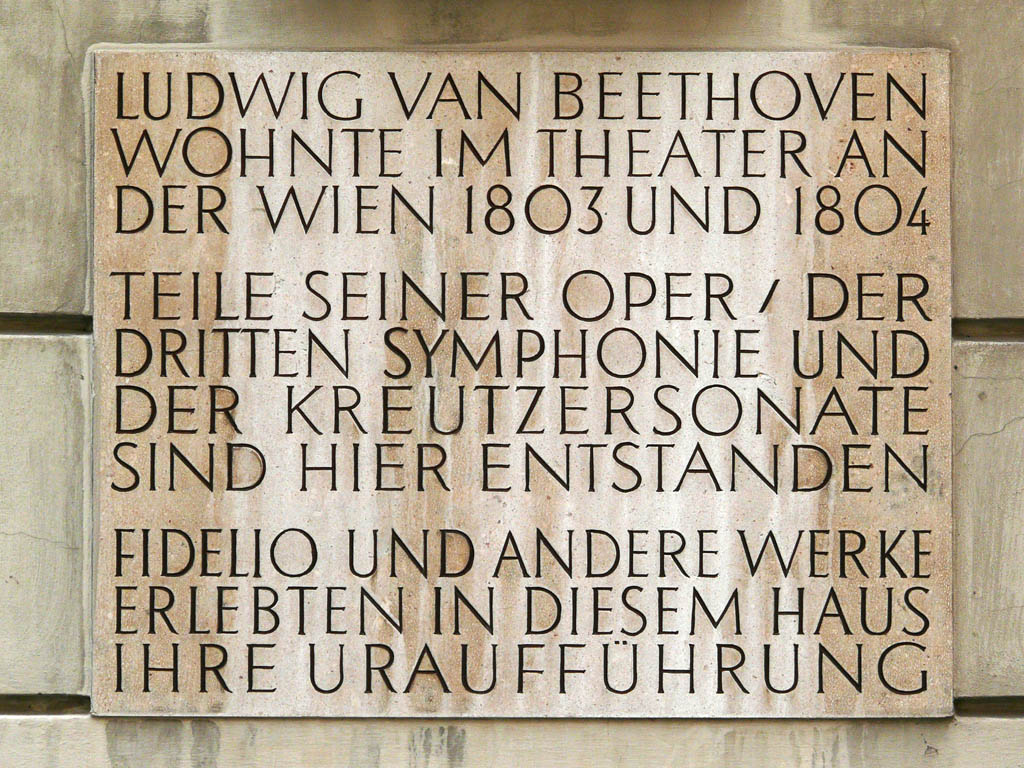
現在、アン・デア・ウィーン劇場の外壁に飾られているベートーヴェンを記念する銘板。次のように書かれている。「ルートヴィヒ・ヴァン・ベートーヴェン、1803年から1804年にアン・デア・ウィーン劇場に居住。彼のオペラの一部、第3交響曲、そしてクロイツェル・ソナタがここで書かれた。『フィデリオ』やその他の作品が当劇場で初演された。」

演奏会は午後6時半に開演し、1部2部の間の休憩を挟んで約4時間にわたって続けられた。プログラムは以下のようなものであった。
| 第1部                                                              |
| ------------------------------------------------------------------ |
| 交響曲第6番 「田園」 作品68                                        |
| 『ああ、不実なる人よ』 ソプラノ独唱と管弦楽のためのアリア 作品65   |
| 『ミサ曲 ハ長調』作品86より「グローリア」 独唱者たち、合唱と管弦楽 |
| ピアノ協奏曲第4番 作品58                                           |
| 第2部                                                              |
| 交響曲第5番 作品67                                                 |
| 『ミサ曲 ハ長調』作品86より「サンクトゥス」                        |
| 即興による幻想曲 ピアノ独奏                                        |
| 『合唱幻想曲』作品80 ピアノ独奏、独唱者たち、合唱と管弦楽          |

『ああ、不実なる人よ』は1796年に作曲された楽曲である。ミサ曲ハ長調は前年にニコラウス・エステルハージ候の後援を受けてアイゼンシュタットで初演されていた。サットンによると、即興されたピアノの幻想曲は後年記譜されて幻想曲 作品77（1809年）になったという。
『合唱幻想曲』は最後に作曲された作品となった。曲は演奏会の時点では完成に至っておらず、リハーサル段階では不十分な状態で残されていた。この作品の役割は、ピアニスト、合唱、管弦楽を一堂に会させて演奏会を締めくくることであった。
劇場で宗教音楽を演奏することには制限がかかっており、ミサ曲 ハ長調からの2曲はプログラムの中では宣伝されていなかった。
今日演奏会に通う者にとっては、このプログラムは桁外れに長く感じられることだろう。しかし、ベートーヴェンの時代にはおそらくそうではなかったようである。メラニー・ロウはこう書いている。
1800年頃の数十年間において、この演奏会の楽曲の数と多様さは全然珍しいというようなものではなかった。公開演奏会の前後半はいずれも交響曲で幕を開けるのが一般的で、それにアリアが1曲ないしは2曲、協奏曲、そして室内楽曲や鍵盤楽器の即興演奏が続くこともあった。さらに別の交響曲、さもなくば少なくとも交響曲の終楽章などが演奏され、たいていの場合演奏会は終わりを迎えたのだ。
従って、この演奏会の聴衆が難儀したことがあるとすれば、それは数多くの複雑かつ独創的な作品に向き合わねばならなかったこと（下記の批評節も参照）、そして寒さだったのではないだろうか。

## 楽団員
繁忙期に自らの営利コンサートを詰め込まざるを得なくなり、ベートーヴェンは適切な楽団員を招集するにあたり不利な立場に立たされた。原理的にはアン・デア・ウィーン劇場所属の奏者に声をかけることはできたわけであるが、団員の多くに別の予定が入っていた。音楽家の未亡人や孤児のための慈善団体であった音楽家協会が、ブルク劇場で年4回開催されるオラトリオ公演を予定していたのである。協会は会員に対して慈善演奏会への参加を求め、不参加であれば罰金の支払いを要求するのが常であった。これによって技量の高いプロの人数が減っており、その穴をアマチュアで埋めなければならなかった。ブルク劇場のコンサートに関わっていたベートーヴェンの恩師アントニオ・サリエリは激怒し、自分の演奏会ではなくベートーヴェンの演奏会に出演した音楽家協会の音楽家を全員追放すると脅しをかけた。しかし、この2人の作曲家の関係性はその後すぐに改善したという。
こうした事情によってベートーヴェンが当夜に使うことのできたオーケストラは小さめのアンサンブルとなり、第1ヴァイオリンが6名から8名ほどの編成であった可能性が高い。当時のアマチュアやセミプロの演奏会には、もっと規模の大きなオーケストラが登場していた。
ピアニストとして登場したベートーヴェンは協奏曲を弾き、幻想曲を即興し、『合唱幻想曲』で独奏を行った。彼が協奏曲の独奏者として舞台に上がったのはこれが最後となる。聴力の低下が進行し、その役割がこなせなくなったためである。同時代の記述にはベートーヴェンが管弦楽を指揮したとある。しかし、現実に彼が管弦楽に対して行った指示は一部のみであったか、もしくは楽団が彼の指揮の下で稽古をすることを拒んでいたりしたという可能性もある。

## 演奏

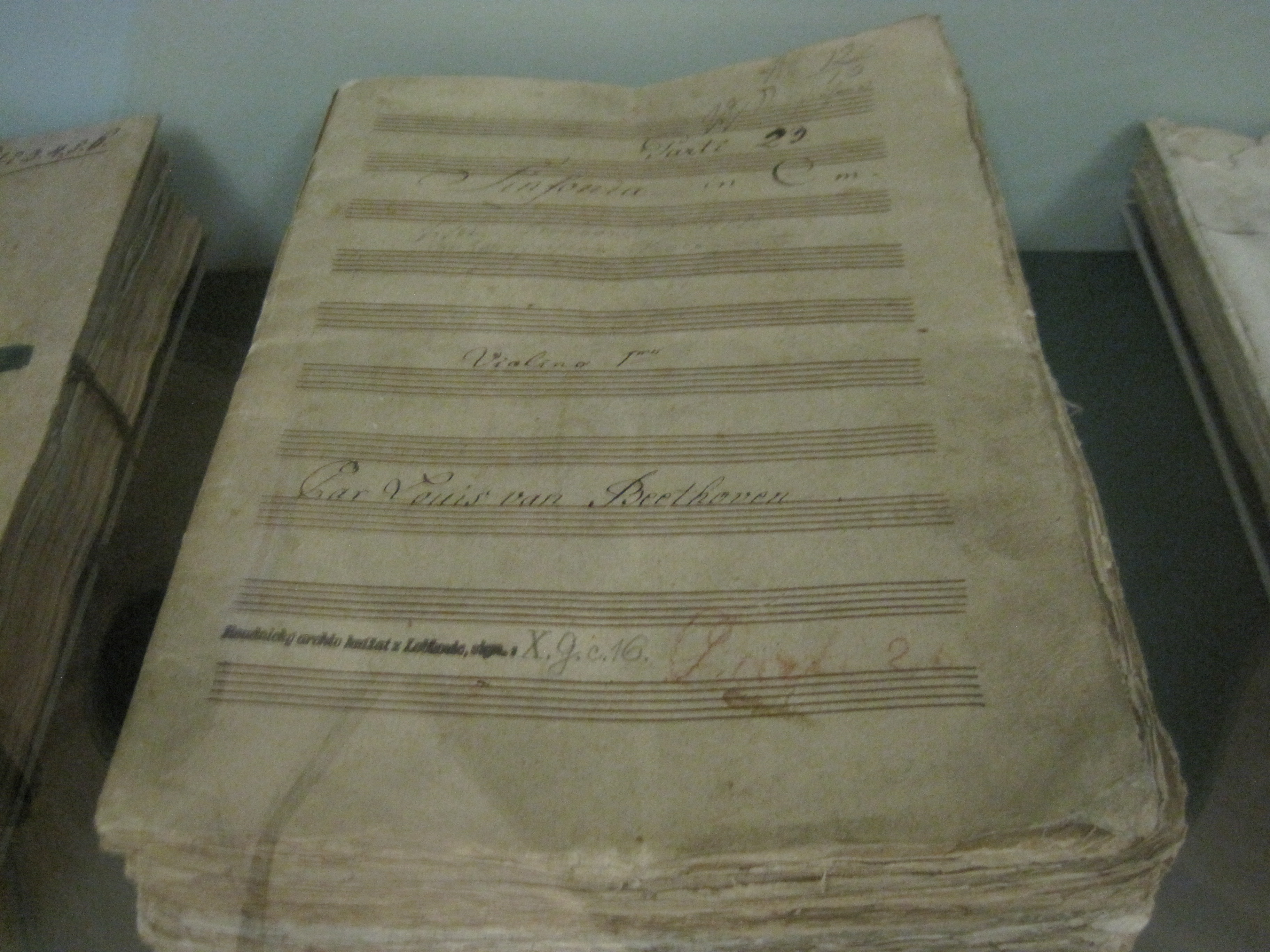
ベートーヴェンの交響曲第5番の初演に用いられた手書きのパート譜。これらには作曲者の手で修正が書き入れられている。プラハのロプコヴィッツ家博物館で展示されている。

どの記述においても、演奏はまずいものであったとされている。ある評論はオーケストラに矛先を向け、「あらゆる面で不足していると考えられる」と述べている。『ああ、不実なる人よ』の劇唱とアリアの独唱者は経験の浅い10代のソプラノで、急遽準備を行って演奏会に臨んだ。はじめこの役割を請け負っていたアンナ・ミルダーが、ベートーヴェンに侮辱されて降板してしまったからである。この若い代役は舞台の重圧に負けて本来の歌唱をすることができなかった。
おそらく演奏が最も不出来だったのは稽古が不十分であった『合唱幻想曲』であったことだろう。一度は楽譜通りに進めることができなくなり、ベートーヴェンは演奏を止めて曲をやり直すことになった。イグナーツ・フォン・ザイフリートは後にこう記している。
巨匠は合唱付きの『幻想曲』を書き上げると、私と共に幾分急ぎの稽古を手配した。いつも通り湿った声楽譜で、2つ目の変奏は繰り返しなしで演奏することになった。しかし、夜には自分の創作に夢中になった彼の頭からは自ら行った指示が全て消え去り、オーケストラ伴奏が後半部に進む中で前半部を反復し、すっかり人に伝わらぬ響きとなってしまった。やや遅きに失しながらもコンサートマスターのウンラートが誤りに気付き、当惑した仲間たちを見て、演奏を止めると冷淡に「もう一度!」と叫んだ。ヴァイオリニストのアントニン・ヴラニツキーが少々不機嫌な様子で「繰り返しはありで?」と尋ねると、「そうだ」と答えがあり、今度は連続してまっすぐ進んでいった。
ザイフリートのこの部分の記述では状況のおかしさが強調して書かれているが、ベートーヴェンにとってはいくらか望ましくない結果をもたらすことにもなった。ザイフリートはこう続ける。
はじめ、[ベートーヴェンは]自分がある意味で音楽家たちに恥をかかせてしまったということを理解していなかった。彼は犯してしまった間違いを正すのは義務であり、聴衆は支払った代金の分は全てが適切に演奏されるのを聴く権利を有していると考えていた。しかし、彼は自分が原因でオーケストラを不名誉に晒してしまったことに対して、彼らのパトロンに対して躊躇なく心から許しを請い、全ての責任はうわの空だった自分にあるのだという話を正直に自分で広めたのであった。

## 評価

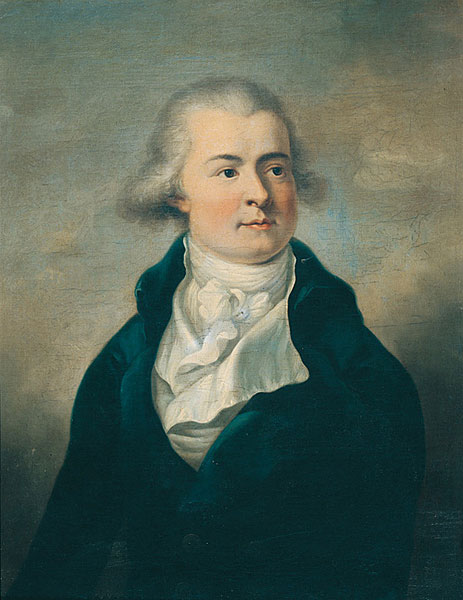
ベートーヴェンのパトロンで、アカデミーにも出席していたフォン・ロプコヴィッツ公。

こうした問題を抱えながらも、聴衆の多くがベートーヴェンの音楽に熱狂し、開場に足を運ぶことを望んだ。そうした者の中に、ウィーンを訪れていた作曲家のヨハン・フリードリヒ・ライヒャルトがいる。彼は後にこう書いている。
[1808年12月25日] 劇場が閉まっており、夜会が公開演奏会や音楽演奏でいっぱいとなっていた先週、全てを聴き切ろうという私の熱い決意には少しの困り事も生じない。これはとりわけ22日に当てはまる。当夜は地元の音楽家たちがブルク劇場にて「未亡人支援」基金（上述の音楽家協会のこと）のために今シーズンの素晴らしい演奏の初日を飾り、他方では同日にベートーヴェンが郊外の大劇場で自らの営利コンサートを開催し、彼の自作のみが演奏された。この最後のものはおそらく見逃すことができないものだった。従い、同日朝、私はフォン・ロプコヴィッツ公からのボックス席への同席のお招きを大変ありがたくお受けしたのだった。
フォン・ロブコヴィッツ公はベートーヴェンのパトロンで支援者だった。ライヒャルトは続ける。
この上なく酷い寒さの中、6時半から10時半まで座っていた我々は、良いものも度が過ぎるとすぐにうんざりするものになるという格言に説得力があることを身をもって確認したのであった。
ライヒャルトの見解は『一般音楽新聞』をなぞるものである。
これら全ての作品を一度きり聞いただけで判じることは全くもって不可能である。特に、非常に多くの楽曲が次から次へと演奏され、それらの大半が壮大かつ長大であるベートーヴェン作品の語法を考慮した場合には。

## 収支

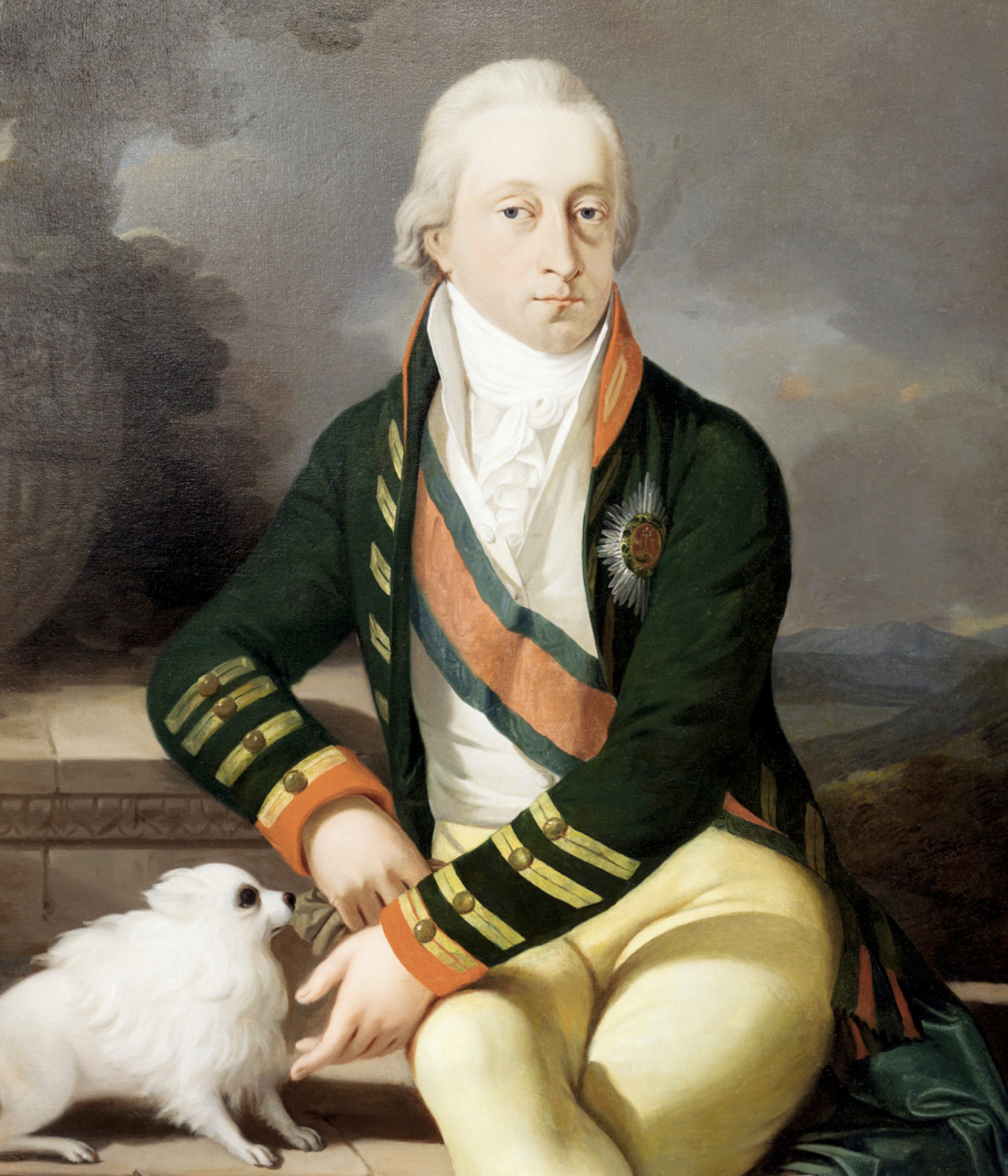
エステルハージ侯の肖像。ミサ曲 ハ長調を委嘱し、12月22日のコンサートには財政援助を行った。ヨーゼフ・ランツェデリー1世画。

ベートーヴェンの伝記作家であるアレグザンダー・ウィーロック・セイヤーは「この演奏会がベートーヴェンにもたらした金銭的の結果はわかっていない」としながらも、エステルハージ侯が「この『音楽アカデミー』を援助するためベートーヴェンに100グルテンを支払うよう」命じたことを示す記録がある、と付け加えている。

## 再現
名高いこの演奏会を現代に再現しようとする試みが、多くの管弦楽団によって行われている。以下に例を示す。
- ニュージャージー交響楽団（1986年5月）[26]
- ミルウォーキー歴史的鍵盤楽器協会（1994年）[27]
- ボルティモア交響楽団（1998年10月）[28]
- ロイヤル・スコティッシュ管弦楽団（2001年8月）[29]
- モストリー・モーツァルト・フェスティバル （2007年8月）[30]
- ウィーン放送交響楽団（2008年12月22日）[31]
- ラノディエール音楽祭（2012年7月）[32]
- メルボルン交響楽団（2015年5月）[33]
- サンフランシスコ交響楽団（2015年6月）[34]
- BBCスコティッシュ交響楽団（2016年10月）[35]
- ノーザン・シンフォニア（2017年6月10日）[36]
- パシフィック大学交響楽団と混声合唱団（2017年11月11日）[37]
- カイザースラウテルン・プファルツ劇場合唱団と管弦楽団（2018年4月）[38]
- ピアノエスポー音楽祭（2019年11月10日）[39]
- ウィーン交響楽団（2020年1月11日）[40]
- ウェールズ・ナショナル・オペラ管弦楽団とBBCウェールズ交響楽団（2020年1月19日）[41]
- バルタザール・ノイマン・アンサンブルと合唱団（2020年2月7日、ドルトムント[42]、2020年2月9日、ハンブルク[43]）
- シンシナティ交響楽団（2020年2月29日と2020年3月1日）[44]
- フィルハーモニア管弦楽団（2020年3月15日）[45]